# Pitons, cirques et remparts de l'île de La Réunion
Erreur Lua dans Module:Wikidata à la ligne 1400 : attempt to compare two nil values.
Les « pitons, cirques et remparts de l'île de La Réunion » désignent un « bien naturel » de La Réunion, département d'outre-mer français dans le sud-ouest de l'océan Indien, inscrit depuis 2010 au patrimoine mondial de l'Organisation des Nations unies pour l'éducation, la science et la culture. La superficie classée correspond à un peu plus de 40 % de l'île et recouvre la zone centrale du parc national de La Réunion ainsi que La Grande Chaloupe, le Piton d'Anchaing, la forêt de Mare Longue et La Chapelle de Cilaos. Le dossier de candidature a été porté par l'établissement public du parc national de La Réunion, l'organisme chargé de l'expertise du projet étant l'Union internationale pour la conservation de la nature.

## Cœur du parc national de La Réunion, patrimoine mondial de l'humanité
Le cœur du parc national de La Réunion est le 35e site français inscrit au patrimoine mondial de l'humanité et le 3e dans la catégorie des biens naturels. Il est situé sur l'île de La Réunion, département français d'Outre-mer situé au sud-ouest de l'océan Indien, à 800 km des côtes malgaches et 200 km au nord du tropique du Capricorne.
Le zonage du bien n'est pas exactement calqué sur le périmètre du cœur du parc national. Le piton d'Anchaing et le massif de syénite de La Chapelle ont été inclus dans le bien pour leurs particularités géologiques. Le bien a été classé au titre des critères 7 et 10. En revanche, les critères culturels du marronnage n'ont pas été retenus.

## Sites

### Deux volcans de l'île
L'île regroupe deux volcans d'âge différent :
- le piton des Neiges, issu de plusieurs épisodes volcaniques consécutifs et superposés, culmine à 3 070 m. Il est en sommeil depuis 12 000 ans. Il est à l'origine de la création des trois cirques (Mafate, Salazie et Cilaos).

- le second volcan, le piton de la Fournaise, est régulièrement en éruption. Il est l'un des volcans les plus actifs de la planète (dernière éruption en date, 25 octobre 2019). Il culmine à 2 632 m d'altitude et  son cratère n'est en fait que la  partie visible de l'édifice : la cheminée volcanique du piton de la Fournaise dépasse en effet 6 000 m de haut depuis le fond de l'océan. Selon le dossier présenté lors de la 34e session du comité du patrimoine mondial. c'est un véritable « livre sur l'histoire de la terre. » La présence de deux massifs volcaniques sur une terre aux dimensions réduites est considéré comme une richesse rare et permettra une lecture inédite de l'histoire des paysages volcaniques.

### Trois cirques
Chacun des trois cirques présente  un relief particulier. Seul Mafate fait partie dans son intégralité du périmètre défini dans le patrimoine mondial de l'humanité. Cilaos et Salazie, jugés trop abimés par l'activité humaine, ont été déclassés dans la zone tampon à demande de l'UICN qui a expertisé la candidature en 2008. Mafate est  marqué par la présence de grandes crêtes vertigineuses alignées de l'amont vers l'aval. Le cirque de Cilaos s'est creusé au sud-ouest du piton des Neiges et, dans sa partie la plus haute, il abrite plusieurs plateaux où se sont développés des foyers de peuplement. Les pluies diluviennes sur la région de Salazie alimentent ainsi d'innombrables cascades au flanc des remparts verticaux et offre un spectacle grandiose. Selon l'UNESCO, « l'ensemble des pitons cirques et remparts créent un paysage spectaculaire et contribuent significativement à la conservation de la biodiversité terrestre » ce qui a justifié la décision du comité de l'Organisation des Nations unies pour l'éducation, la science et la culture de considérer l'île de La Réunion comme faisant partie d'un patrimoine naturel d'exception.
Deux routes principales permettent d'atteindre le cœur des cirques de Salazie et Cilaos ; la seconde est surnommée la route aux 400 virages. Pour Mafate, l'accès naturel se fait à partir du quartier de Rivière des Galets : une piste de 10 km, nécessitant l'usage d'un 4X4, permet  d'atteindre Deux Bras d'où il faut poursuivre en empruntant un sentier. Sinon, ce dernier cirque est accessible, toujours par des sentiers, depuis les points hauts que sont le Maïdo, Dos-D’âne, le col du Taïbit (depuis Cilaos) et le col des Bœufs (depuis Salazie).

#### Remparts
Le terme de « remparts » est une particularité réunionnaise. A l’image des constructions humaines, il désigne les parois vertigineuses, d’âges et d’origines variés, qui marquent puissamment le relief en de grandes lignes directrices. Les principaux remparts sont :
- le rempart des Sables ;
- le rempart de la Rivière de l'Est ;
- le rempart du Tremblet ;
- le rempart de Bellecombe ;
- les Grandes Pentes ;
- le Cap Anglais ;
- le rempart de Bois Blanc ;
- le rempart du bras de Mahavel ;
- le coteau Kerveguen.

### Pandanaie de la Plaine des Palmistes
La Pandanaie de moyenne altitude à la Plaine-des-Palmistes, dite pandanaie des Hauts de l'Est, située à la fois en dehors des limites du Parc national de La Réunion et du zonage de candidature a été intégrée dans le Bien du patrimoine
mondial à la demande des experts du l'UICN. Elle abrite sur 170 hectares, des richesses de grande importance du point de vue de la biodiversité.

### Forêt semi-sèche de la Grande Chaloupe
La forêt semi-sèche réunionnaise, composée de nombreuses espèces endémiques ou indigènes, ne survit plus que sur 1 % de sa surface d’origine sur quelques îlots de végétation sporadiques, au risque de disparaître, et avec elle un fragment de la biodiversité mondiale. Des « reliques » subsistent notamment autour de la Grande Chaloupe, dans les ravines comprises entre La Possession et le village de Saint-Bernard. Le Conservatoire du littoral, grâce à des fonds européens et avec l'aide de chantiers de bénévoles, cultive et réintroduit des milliers de plants afin de recréer un continuum écologique et de lutter contre la prolifération des espèces exotiques envahissantes.